# Wayaosaurus
Il wayaosauro (gen. Wayaosaurus) è un rettile marino estinto, appartenente ai talattosauri. Visse nel Triassico superiore (Carnico, circa 237 - 230 milioni di anni fa) e i suoi resti fossili sono stati ritrovati in Cina.

## Descrizione
Questo animale possedeva un corpo allungato e zampe piuttosto piccole, una coda lunga e un cranio piuttosto allungato. Wayaosaurus è noto grazie a due esemplari quasi completi attribuiti a due specie differenti (Wayaosaurus geei e W. bellus), conservati entrambi in norma ventrale. Wayaosaurus bellus possedeva una sinfisi mandibolare allungata rispetto ad altri talattosauri contemporanei come Miodentosaurus, e in W. geei questa caratteristica era ancor più accentuata. 

## Classificazione
Il genere Wayaosaurus venne istituito nel 2000, sulla base di due esemplari quasi completi ritrovati nella formazione Xiaowa nella zona di Xinpu (contea di Guanling, provincia di Guizhou) in Cina; i due esemplari vennero attribuiti a due specie diverse, W. bellus e W. geei. Inizialmente questi fossili vennero attribuiti ai pachipleurosauri. Studi successivi hanno permesso di riscontrare somiglianze con il gruppo dei talattosauri (Wu et al., 2009). 